# Историјат стакленика
Историјски развој стакленика, објеката за гајење биљака у еколошки контролисаним условима, одвија се преко 2000 година. Сразмерно технолошком напретку цивилизације постизана је мање или више прецизно регулација температуре, влаге и/или светлости, а стакленици су служили или да би се продужила сезона коришћења јестивих биљака или да би се производиле биљке из топлијег климата за коришћење у ентеријерима. Током времена, после великих географских открића у ботаничким баштама, углавном, јавља се и посебан тип стакленика – конзерваторијум. Двадесети век доноси многе новине, од покровних материјала (пластичне масе) до прецизне контроле: температуре, влаге и светлости (интензитет, квалитет и фотопериод), као и састава ваздуха (повећана концентрација угљен-диоксида), каква се остварује у фитотронима.

## Стари век
Нема сумње да су Римљани успешно форсирали руже у штићеним просторима. Колумела помиње "плоче провидног камена" који се листа (lapis specularis) којим су ови објекти покривани. Минерал гипса - селенит, на пример, има ову особину. Стакло генерално није коришћено до првог века наше ере, када је почело да се користи по кућама имућнијих људи. У ископинама Помпеја (I век п. н. е. - I век н. е.) остаци једне грађевине идентификовани су као стакленик (specularia). Имала је зидане полице на којима су стајале биљке, а топао ваздух је пролазио кроз шупљине у зидовима. Претпоставља се да је чеони део био покривен неком заменом за стакло.
Најранији познати стакленик подигнут је за римског императора Тиберија који је волео краставце и јео их је свакодневно. Римски баштовани користили су вештачке технике (слично данашњим стакленицима) да би краставци били на његовом столу сваки дан у години. Краставци су сађени у посуде са точковима које су извожене током дана на сунце, а током ноћи биле унутра због хладноће. Чувани у ограђеним лејама или у објектима на чијим су прозорима биле зауљене тканине или листови селенита, према опису Плинија Старијег. У доба каснијих римских царева побољшан је дизајн и стакленици су коришћени за гајење винове лозе и ружа.
Марцијал (45-104) у епиграмима сатирично истиче пажњу којом је његов пријатељ обасипао воћне саднице из Киликије, штитећи их стаклом и обезбеђујући им јужну експозицију, што представља боље услове од оних у којима живи сам Марцијал. Он пише и о ружама и љиљанима који се форсирају под стаклом (vitrum), али овакви објекти су били предмет луксуза. Сенека пише да није противприродно топлом водом или осталим модификацијама грејања добити ружу зими.

## Средњи век
Као луксузна и за климат јужне Европе неекономична новина подизање стакленика је брзо проређено и дуго не постоје никакви записи о њима. Тек 1245. године свестрани научник Алберт Велики гради огледни стакленик у доминиканском манастиру у Келну. У XIII веку познавање биљака је био предуслов за бављење медицином, а Алберт је био прави пионир у научним раду на биљном царству, и мада се многе фантастичне грешке мешају са неким реалним ставовима, учење га је одвело до оригиналних извора на Истоку. Запажао је многе законитости, и налазио примену биљака, тако што је постављао огледе у свом врту.
Причу о његовој вртној вештини износи хроничар Де Бека средином XIV века. “Дана 6. јануара, 1249”, каже он, “Виљема II Холандског који је путовао кроз Келн угостио је у манастиру Албертус Магнус. Његови гости доживели су највеће запрепашћење, јер им је средином зиме у манастирском врту показао воћке са зрелим плодовима, и остале биљке у цвету, што је постигао благим загревањем.” У којој мери ова прича почива на чврстим темељима након истека века, када је Де Бека писао, тешко је рећи, али није немогуће да је Албертус Магнус научио како се биљке вештачки форсирају, а можда је имао и доста среће у својим експериментима.
Године 1259. у Падови је пронађен нејасан запис о цвећу и воћу произведеном ван сезоне уз помоћ вештачке топлоте. У једном писму из 1389. успутно се помиње да се у Bois de Duc (Француска) гаји цвеће у стакленим павиљонима окренутим југу.
На Далеком истоку, према корејској књизи кулинарских рецепата Санга јорок (хангул:산가요록, ханча:山家要錄) из 1450. године, постојали су "активни" стакленици, у којима је било могуће ручно повећавати или снижавати температуру. У њој постоје описи стакленика, који је конструисан тако да регулише температуру и влажност према захтевима биљне културе . Један од најранијих записа је из Анала Чосон династије из 1438. године потврђује да су стабла мандарине гајена у традиционалним корејским стакленицима током зиме инсталирањем ондол система грејања испод пода.

## Нови век
Падова је дуго била водећа у иновацијама везаним за објекте ове врсте. Daniele Barbaro 1550. године, који се бавио дизајном прве ботаничке баште "Orto Dei Semplici" основаној 5 година раније, саградио је "viridarium" за заштиту осетљивих биљака преко зиме, убацивши преносну пећ у складиште за камење, циглу и дрво. Пошто је имало неколико застакљених прозора названо је стаклеником.
Развоју стакленика посебно доприноси велико интересовање за агруме којих је било 169 сорти, а за које је у већем делу Европе неопходна зимска заштита. Први помен о презимљавању цитруса испод дрвених заклона који су загревани на угаљ је из 1490. У XVI веку забележено је да су агруми током зиме били у подрумима, а у ботаничкој башти у Лајдену (Холандија) 1599. француски ботаничар Jules Charles подиже "ambulacrum" заклон који се греје, по многима претечу савремених стакленика.
Прво ограничено коришћење стакла у оранжеријама забележено је 1619. године, а применио га је Саломон де Ку у Хајделбергу (Немачка) за заштиту 340 стабала поморанџе посађених директно у земљу. То је била конструкција слична амбару 85 m дуга, 9,5 m широка и виша од 30 највиших стабала високих 7,5 m. На основној дрвеној конструкцији био је кров покривен пешчаром. У зидовима су били бројни мали прозори, а четири пећи су ложене преко зиме када је објекат и био подизан (од краја септембра до Ускрса). Овакви и слични монтажни објекти били су кратко у употреби, да би их заменили стални објекти док су биљке у посудама уношене и изношене из њих.
Експериментисање са дизајном пластеника настављено је током XVII века у Европи, са напретком технологија у производњи стакла и побољшањем грађевинске технике. Током последње четвртине XVII века најмање један зид (јужни) имао је релативно велике прозоре, док је кров још увек био непрозиран. Такав је био и онај који је саграђен за Луја XIV у Версају 1685. који је био дуг преко 150 m, 13 m широк и 14 m висок са преко 1200 садница поморанџи и око 300 других осетљивих егзота. Иако су зидови били са рамовима у које је углављивано стакло осећао се недостатак светлости па је 1696. у Енглеској подигнут први стакленик са застакљеним кровом, знатно раније од осталих европских земаља мада су још дуго грађене и оранжерије непрозирног крова, каква је и она из ботаничке баште Кју изграђена 1761. године.
Француском ботаничару Шарлу Лусијену Бонапарти (Charles Lucien Bonaparte) се често приписује изградња првог савременог стакленика за лековите тропске биљке у Лајдену током прве половине XIX века. Златним добом стакленика сматра се Викторијанска ера у Енглеској, где су се богата виша класа и славољубиви ботаничари такмичили у изградњи што компликованијих објеката. Добар пример овог тренда су и пионирски радови у ботаничкој башти Кју. Џозеф Пакстон, који је експериментисао са стаклом и гвожђем у подизању великих стакленика, дизајнирао је Кристалну палату у Лондону, која је подигнута за хортикултурне, али и за остале изложбе. Била је дуга 564 m и 39 m висока. У велике стакленике изграђене у XIX веку, сврстани су и Њујоршка (New York Crystal Palace) и Минхенска (Munich’s Glaspalast) кристална палата, као и Краљевски стакленици у Лакену (1874-1895) за белгијског краља Леополда II.
У Јапану први стакленик саградио је 1880. Самјуел Кокинг, британски трговац, извозник биља.
У XX веку многим типовима стакленика додата је геодетска купола. Значајни примери су пројекат Еден (The Eden Project), у Корнволу, Конзерваторијум Мичел парка (Mitchell Park Conservatory) у Милвокију, Универзитетска ботаничка башта у Цириху.
Током седме деценије XX века, када су полиетиленске фолије постале широко доступне, почела је употреба пластеника који су најчешће у облику тунела. Подједнако се примењују пластеници који се израђују индустријски, али и они које у самоградњи праве узгајивача биљака. Као конструкција користе се полукружно савијене алуминијумске цеви, поцинковане челичне цеви, или чак PVC водоводне цеви што знатно смањује трошкове изградње, а што је довело до подизања великог броја пластеника у мањим расадницима, фармама и вртним центрима. Уградњом ефикасних UV инхибитора знатно је повећана трајност полиетиленске фолије током осме деценије XX века од 1-2 године на 3-4 или више година.
У масовној биљној производњи у штићеним просторима током последње две деценије XX века доминирали су блок (или вишебродни) стакленици/пластеници. Ови објекти састоје се из више повезаних стакленика/пластеника између којих су уклоњени дужи зидови. На овај начин се остварују знатне уштеде у грејању јер се однос између површине пода и запремине повећава у корист површине. Блок објекти се користе подједнако за производњу и дистрибуцију биљака. Као покривач користе се двоструке плоче поликарбоната или две полиетиленске фолије између којих се упумпава ваздух чиме се смањује одавање топлоте.

## Грејање
Грејање оранжерија почело је са мангалима, отвореним огњиштима, металним посудама са ћумуром па чак и великим свећама. У Oxford Physic Garden постојала су колица од метала, у којима је ложена ватра, која су вожена дуж оранжерије. Прва стална пећ од метала појавила се 1670. у Холандији. Основни проблем је био како подесити одговарајућу температуру јер живиних термометара још није било, па је ватра ложена када се вода у тањиру стављеном у оранжерију замрзавала. Мангале и отворена огњишта су стварала гасове штетне по биљке и исушивала су ваздух, о чему пише Џон Евелин 1668. и предлаже грејање испод пода. Неки аутори као што је van Oosten 1703. препоручује чак да се објекат уопште не загрева већ се ослања на дебеле зидове и кров, а испод стакла на прозорима ставља рамове са науљеном хартијом. Ако се вода у стакленику ипак смрзне препоручује да се листови биљака загревају изнад пламена лампе качећи их тако да се биљке не опрље. За појам "плутајуће атмосфере" - ни сувише влажно ни сувише суво - већ се зна, а помиње се и одрвењавање ткива пре изношења ван стакленика. Rea пише 1676. да за време лепих дана треба биљке привикавати постепено на сунце и ваздух.
XVIII век је донео и новину у грејању - обилно коришћење топлоте при ферментацији органских материја. Углавном је коришћена иситњена кора храста стављана у јаме испод објекта која је преливана водом. Идеју је први применио Decker 1720. копирајући јаме за штављење. Он је кори додавао брестову пиљевину да се попуне џепови ваздуха у кори. Загревање поквашене коре обављало се недељу дана ван јаме, а онда је на дно јаме, или на слој од 30 cm стајњака у процесу врења, убацивана кора. Биљке су уношене 2 недеље касније. Температура је била око 32оC, а влажност ваздуха, за разлику од грејања угљем, повољна.
Начин грејања од "каналског" које преовладава у XVIII и почетком XIX века се мења и стакленици се средином XIX века готово искључиво греју уз помоћ цеви са топлом водом. Измена је највише проузрокована великим проблемима са неконтролисаном температуром и димом који је на пукотинама излазио из димњака (канала). Први приказ грејања на пару дат је у Дидроовој великој "Encyclopdie" (1751-72.) али се не зна дали је икада био изведен. У Енглеској баштован Еарла од Дарбија (Earl of Darby) 1792. комбинује грејање из јаме са кором са перфорираним цевима (положеним у њих) из којих излази пара. До 1816. у употреби је био читав низ система на пару од којих су неки имали перфориране цеви из којих је пара излазила и загревала слој ломљеног камена у који су цеви биле положене; други су имали двоструке цеви -унутрашњу пречника 2,5 cm испуњену паром и спољашњу пречника 20 cm испуњену водом на коју се преносила топлота што је омогућавало врло уједначено грејање.
До 1818. године, док није отврђено да је затворени тип једино рационалан, није дошло до пуне комерцијализације, када у периоду од 1820-30. већина стакленика почиње да се загрева топлом водом из казана испод кога је ложиште на чврсто гориво. Систем је задржан до данашњих дана само што се поред чврстог горива избор проширио на нафту, гас или електричну енергију. Електрична енергија омогућила је и веома прецизну регулацију грејања уз помоћ различитих термостата и временских релеја.

## Застакљивање
Крајем XVII и почетком XVIII века објекти почињу да добијају имена стакленик или конзерваторијум као синоним. Први објекат који је у Британији добио име стакленик је по свој прилици онај изграђен у Чатворту 1697. иако се својим фронталним зидом са лучним прозорима и непрозирним кровом није много разликовао од оранжерија. Сличне овоме су илустрације стакленика из “Neue Garten-List” Хајнриха Хесеа из 1696. и 1714. године. Води се рачуна и о проветравању било да се мала кружна окна, која су чинила прозоре на предњој страни, померају, или да се на врху подижу капци од дрвета. Засена се обезбеђује уз помоћ платнених ролетни које су се савијале у ролну уз помоћ ужета. Задњи зид је са унутрашње стране бојен у бело или облаган белим керамичким плочицама да би се повећао прилив светла.
Почетком XVIII века доста се експериментисало са углом чеоног зида да би се добило што више светла. Тако Boerhaave подиже 1718. стакленик у Лајдену претходно израчунавши да угао од 52о обезбеђује да подневно сунце пада под правим углом, Switzer се 1724. опредељује за 45o.
Са освитом XIX века у оквиру великих европских метропола граде се велике зимске баште. Прва од њих (Зи́мний сад) подигнута је 1802. у Санкт Петербургу полукружног је облика и дуга 90 m са великим вертикалним прозорима и непрозирним кровом; већа од ње је "Jardin d'Hiver" на Јелисејским пољима подигнута 1847. висока као троспратница, 90 m дуга и 54 m широка. Слични објекти подизани су широм Европе. Истовремено се шири права зараза подизања конзерваторијума уз куће припадника богатијих сталежа које су служиле за уживања и биле испуњене егзотичним биљкама. Ово је изазвало праву поплаву различитих облика међу којима доминира хемисфера, за коју Mc'Kenzie 1815. године тврди да је оптималан облик, четвртина сфере и разни криволинијски облици (зашиљена полулопта, хексагонални, октогонални...).
Стакло постаје равније и прозирније па су ефекти "лупе" - фокусирање светлости у једну тачку - потпуно престали. Облици стаклених плоча варирају, а наводи се седам типова од којих су неки равни и захтевају жлебове у конструкцији и употребу кита, други се слажу као црепови или се причвршћују копчама, а било је и закривљених. Пакстон је конструисао рам за застакљивање који је усмеравао кишу, споља, и кондензовану воду, изнутра. Оригинално израђен од дрвета овај "Пакстонов олук" касније је прављен од ливеног гвожђа. Инспирацију за рам Пакстон је добио гледајући унутрашњост великих ребара листа тропског локвања Victoria regia Lindl. "Природа је инжењер, ја само прилагођавам и позајмљујем од ње" писао је он. Прозирно стакло и веће површине са мање пречага од рамова довело је до неочекиваних проблема - претеране инсолације и ожеготина на листу па одпочиње низ расправа o употреби бојеног стакла, да би се на крају дошло до закључка да је безбојно стакло најбоље за раст и развиће биљака, а да редукцију директног сунчевог светла треба регулисати средствима засене (ролетнама, дрвеним летвицама, муслинским тканинама.. или кречењем).

## Стакленици код нас
Код нас је први стакленик, по свој прилици, изграђен тек после 1854. када Владислав Деловић у Абаџијској чаршији (Зелени венац) вративши се из Беча почиње са производњом различитог садног материјала и за те потребе гради стакленик, који је 1865. срушен због изградње чесме. Први државни стакленик подигнут је 1866. у оквиру Топчидерске економије, а 1891. реконструисан је и знатно проширен. Стакленик типа конзерваторијума подигнут је 1892. у ботаничкој башти "Јевремовац". Увезен је из Дрездена дуг је 60 m, широк 8, а висина централног дела је 12 m.